# Crypthelia japonica
Crypthelia japonica är en nässeldjursart som först beskrevs av Milne Edwards och Jules Haime 1849.  Crypthelia japonica ingår i släktet Crypthelia och familjen Stylasteridae. Inga underarter finns listade i Catalogue of Life.